# Intermarium

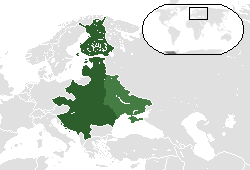
Ett av forslagen till Intermarium. Ljusgrönt visar ukrainska och vitryska områden som efter 1921 föll i sovjetiska händer.

Intermarium, eller Intermarium-doktrinen (polska: Międzymorze), var en plan utarbetad av den polske ledaren Józef Piłsudski som gick ut på att etablera en federation av central- och östeuropeiska stater under polsk och italiensk ledning. Federationen skulle verka som en motvikt mot Ryssland/Sovjetunionen i öster och Tyskland i väster. De stater som  tänktes utgöra federationen var de baltiska staterna (Litauen, Lettland, Estland), Finland, Vitryssland, Ukraina, Ungern, Rumänien, Jugoslavien, och Tjeckoslovakien. Den föreslagna federationen kallades ofta det  ’’tredje Europa’’.
Det polska namnet Międzymorze betyder  ’’mellan haven’’ och är också det polska ordet för näs.  Det blev översatt till ’’Intermarium’’  på latin.
Federationen skulle vara ungefär som det polsk-litauiska samväldet, som sträckte sig från Svarta havet till Östersjön. Intermarium sammanföll med Piłsudskis andra geopolitiska mål - «promoteisme» - som gick ut på att stötta nationalistiska element i det ryska tsarriket med syftet att upplösa det, och att få Ryssland att avträda erövrade områden.
’’Intermarium’’ sågs som ett hot mot den nyligen självständiga staten Litauen, och ett hot mot oavhängigheten för många ukrainare. Planen motarbetades av Ryssland och de flesta europeiska stormakterna, förutom Frankrike.
Inom två decennier efter att Piłsudskis plan hade fallit hade alla länder som var tänkta att ingå i federationen tillfallit Sovjetunionen eller Nazi-Tyskland, med undantag för Finland, som motstod den sovjetiska aggression, men ändå hade måst avstå områden, i vinterkriget.